# ۳۴۷ (قمری)
۳۴۷ (قمری)، سیصد و چهل و هفتمین سال در گاهشماری هجری قمری است. اول محرم این سال برابر با سی‌ام مارس سال ۹۵۸ میلادی است.